# Przedświadomość
Przedświadomość (niem. das Vorbewusste) – termin wprowadzony do psychoanalizy przez Sigmunda Freuda jako określenie granicznej sfery psychiki między świadomością a nieświadomością. Obejmuje ona treści niebędące obecnie w polu świadomości (treści stłumione – w przeciwieństwie do treści wypartych, należących do sfery nieświadomości), lecz które mogą być łatwo aktywizowane i powrócić do świadomości.